# Priests for Life
Priests for Life is een katholieke pro-life actiegroep gevestigd in New York. De vereniging stelt zich als doel om de praktijk van abortus, de doodstraf en euthanasie terug te dringen.

## Geschiedenis
Priests for Life werd opgericht door E.H. Lee Kaylor, een priester van het Aartsbisdom  San Francisco. Op 30 april 1991 werd het door aartsbisschop John Quinn van San Francisco officieel door de Kerk erkend als een private vereniging van gelovigen.  In 2003 verkreeg het van de Verenigde Naties de status van NGO.

## Status
Het lidmaatschap is voorbehouden aan katholieke bisschoppen, priesters en diakens, maar ook leken kunnen zich aansluiten onder een ander statuut. Er werken ongeveer 40 voltijdse werknemers, onder hen Frank Pavone en Paul Schenck.